# Isoglossa grandiflora
Isoglossa grandiflora är en akantusväxtart som beskrevs av C. B. Cl.. Isoglossa grandiflora ingår i släktet Isoglossa och familjen akantusväxter. Inga underarter finns listade i Catalogue of Life.